# Полікристалічний кремній

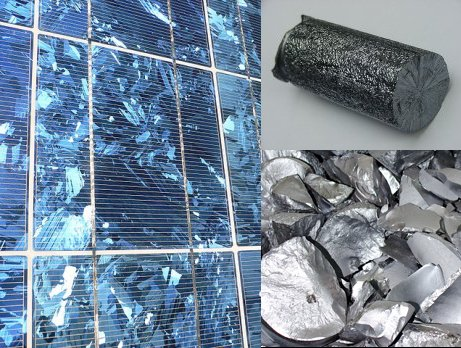
Зліва: сонячна батарея з полікристалічного кремнію Справа: полікремнієвий стрижень (угорі) і шматки (внизу).

Полікристалічний кремній або мультикристалічний кремній, також полікремній, poly-Si або mc-Si, — це полікристалічна форма кремнію високої чистоти, яка використовується як сировина для сонячної фотоелектричної та електронної промисловості.
Полікремній виробляється з кремнію металургійного класу за допомогою процесу хімічного очищення, який називається процесом Сіменса. Цей процес включає дистиляцію летких сполук кремнію та їх розкладання на кремній при високих температурах. Новий, альтернативний процес очищення використовує реактор із псевдозрідженим шаром. Фотоелектрична промисловість також виробляє оновлений металургійний кремній (UMG-Si), використовуючи металургійні процеси замість хімічного очищення. Коли полікремній виробляється для електронної промисловості, рівень домішок становить менше однієї мільярдної частки (ppb), тоді як полікристалічний сонячний кремній (SoG-Si), як правило, менш чистий. Кілька компаній з Китаю, Німеччини, Японії, Кореї та Сполучених Штатів, таких як GCL-Poly, Wacker Chemie, OCI та Hemlock Semiconductor, а також норвезька штаб-квартира REC, склали більшу частину світового виробництва близько 230 000 тонн у 2013 році.
Полікремнієва сировина — великі стрижні, зазвичай розбиті на шматки певного розміру та упаковані в чистих приміщеннях перед транспортуванням — безпосередньо відливають у мультикристалічні злитки або піддають процесу перекристалізації для вирощування монокристалів. Монокристали потім нарізають на тонкі кремнієві пластини та використовують для виробництва сонячних елементів, інтегральних схем та інших напівпровідникових пристроїв.
Полікремній складається з дрібних кристалів, також відомих як кристаліти, що надає матеріалу типовий ефект металевих лусочок. Хоча полікремній і мультикремній часто використовуються як синоніми, мультикристалічний зазвичай належить до кристалів розміром більше одного міліметра. Мультикристалічні сонячні батареї є найпоширенішим типом сонячних елементів на швидкозростаючому фотоелектричному ринку, і вони споживають більшу частину виробленого в усьому світі полікремнію. Для виготовлення одного звичайного сонячного модуля потужністю 1 мегаватт (МВт) потрібно близько 5 тонн полікремнію. Полікремній відрізняється від монокристалічного кремнію та аморфного кремнію.

## Історія
У другій половині XX століття отримувати полікристалічний кремній могли тільки декілька країн: США, Німеччина, Італія, Японія, Україна, Росія. Виробництво напівпровідникового (полікристалічного) кремнію у нашій країні розпочалося у 1964 році на Запорізькому титано-магнієвому заводі

## Полікристалічний проти монокристалічного кремнію

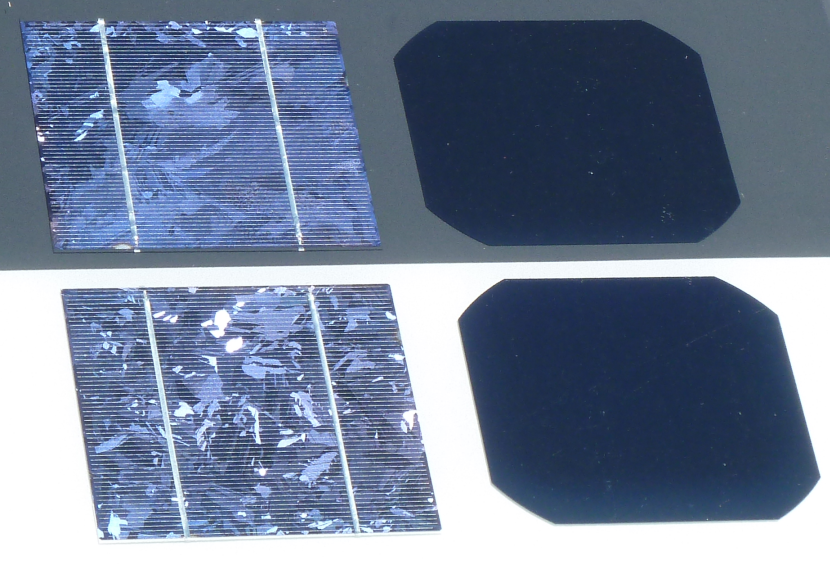
Порівняння полікристалічних (ліворуч) і монокристалічних (праворуч) сонячних елементів.

У монокристалічному кремнії, кристалічний каркас є однорідним, що можна розпізнати за рівномірним зовнішнім забарвленням. Весь зразок є одним єдиним суцільним і нерозбитим кристалом, оскільки його структура не містить зерен. Великі монокристали рідко зустрічаються в природі, і їх також важко отримати в лабораторії (див. також перекристалізація). Навпаки, в аморфній структурі порядок в атомних позиціях обмежений коротким діапазоном.
Полікристалічна і паракристалічна фази складаються з ряду більш дрібних кристалів або кристалітів. Полікристалічний кремній (або напівкристалічний кремній, полікремній, полі-Si або просто «полі») — це матеріал, що складається з кількох малих кристалів кремнію. Полікристалічні клітини можна розпізнати за видимою зернистістю, «ефект металевої лусочки». Напівпровідниковий (також сонячний) полікристалічний кремній перетворюється на монокристалічний кремній — це означає, що довільно пов'язані кристаліти кремнію в полікристалічному кремнії перетворюються на великий монокристал. Для виготовлення більшості мікроелектронних пристроїв на основі кремнію використовується монокристалічний кремній. Полікристалічний кремній може мати до 99,9999 % чистоти. Ультрачистий поліетилен використовується в напівпровідниковій промисловості, починаючи з поліетиленових стрижнів довжиною від двох до трьох метрів. У мікроелектронній промисловості (промисловості напівпровідників) поліетилен використовується як на макрорівні, так і на мікрорівні (компонент). Монокристали вирощують методом Чохральського, зонної плавки та методом Бріджмена.

## Компоненти полікристалічного кремнію
На рівні компонентів полікремній вже давно використовується як матеріал провідного затвора в технологіях обробки MOSFET і CMOS. Для цих технологій він осаджується за допомогою реакторів хімічного осадження з газової фази низького тиску (LPCVD) при високих температурах і зазвичай сильно легований n-типу або p-типу.
Зовсім недавно власний і легований полікремній використовується в електроніці великої площі як активний і/або легований шар у тонкоплівкових транзисторах. Хоча його можна осадити за допомогою LPCVD, плазмового хімічного осадження з парової фази (PECVD) або твердофазної кристалізації аморфного кремнію в певних режимах обробки, ці процеси все ще вимагають відносно високих температур принаймні 300 °C. Ці температури роблять осадження полікремнію можливим для скляних підкладок, але не для пластикових підкладок.

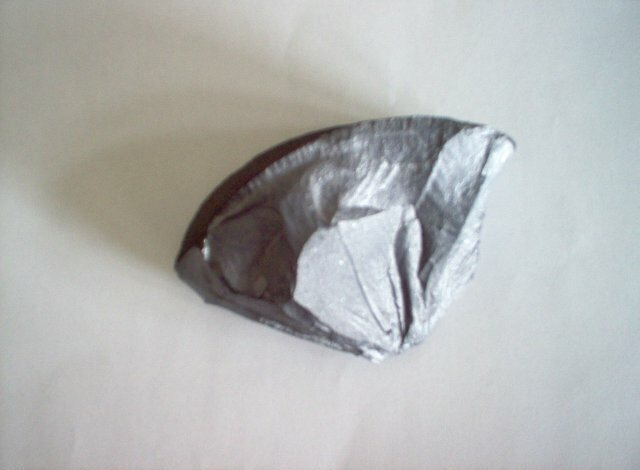
Полікристалічний кремній (використовується для виробництва монокристалів кремнію методом Чохральського.)

Осадження полікристалічного кремнію на пластикових підкладках мотивовано бажанням мати можливість виготовляти цифрові дисплеї на гнучких екранах. Таким чином, була розроблена відносно нова техніка, яка називається лазерною кристалізацією, щоб кристалізувати вихідний аморфний кремнієвий (a-Si) матеріал на пластиковій підкладці без плавлення або пошкодження пластику. Короткі ультрафіолетові лазерні імпульси високої інтенсивності використовуються для нагрівання осадженого матеріалу a-Si до температури вище температури плавлення кремнію без плавлення всієї підкладки.

## Методи осадження
Осадження полікремнію, або процес нанесення шару полікристалічного кремнію на напівпровідникову пластину, досягається шляхом хімічного розкладання силану (SiH4) при високих температурах від 580 до 650 °C. Цей процес піролізу виділяє водень.
SiH
4(g) → Si(s) + 2 H
2(g) CVD at 500—800 °C
Шари полікремнію можна наносити за допомогою 100 % силану при тиску 25—130 Па (0,19—0,98 Торр) або 20–30 % силану (розведеного в азоті) при такому ж загальному тиску. Обидва ці процеси можуть осадити полікремній на 10—200 пластинах за цикл зі швидкістю 10—20 нм/хв і з однорідністю товщини ±5 %. Критичні змінні процесу осадження полікремнію включають температуру, тиск, концентрацію силану та концентрацію допанту. Було показано, що відстань між пластинами та розмір завантаження лише незначно впливають на процес осадження. Швидкість осадження полікремнію швидко зростає з температурою, оскільки вона відповідає поведінці Арреніуса, тобто швидкість осадження = A·exp(–qEa/kT), де q — заряд електрона, а k — стала Больцмана. Енергія активації (Ea) для осадження полікремнію становить близько 1,7 еВ. Виходячи з цього рівняння, швидкість осадження полікремнію зростає зі збільшенням температури осадження. Однак буде мінімальна температура, при якій швидкість осадження стає швидшою, ніж швидкість, з якою силан, що не прореагував, надходить на поверхню. За межами цієї температури швидкість осадження більше не може збільшуватися з температурою, оскільки зараз цьому перешкоджає відсутність силану, з якого буде створено полікремній. Тоді таку реакцію називають «обмеженою масовим транспортом». Коли процес осадження полікремнію стає обмеженим транспортуванням маси, швидкість реакції стає залежною головним чином від концентрації реагентів, геометрії реактора та потоку газу.